# Csefkó Pál Tamás
Csefkó Pál Tamás (Budapest, 1967. január 28. –) magyar energiakutató, fejlesztő.

## Élete
1967-ben született, 1984 óta foglalkozik intenzíven energiakutatással. Fő iránya a Fejvadászat a galaxisban.
Az ENERGITECH egyesület kitalálója és megalapítója, illetve a TESLA csoport alapító tagja, ahol a magyar feltalálók és ötletemberek minden hónapban összejönnek és előadásokat, bemutatókat tartanak, illetve megvitatják ezen berendezések működéseit.
Találmányaival az energetikában használt berendezések energiafogyasztásának csökkentését kívánja elérni. Véleménye szerint a nagy hatásfokú invertereinek köszönhetően az alternatív energiák jobb hatásfokkal használhatók fel, mint a hagyományos inverterekkel. Eddig 20 találmányt jelentett be szabadalmaztatásra. (Legutóbb az Egyesült Államokban is szabadalmaztatásra került egy találmánya). Több műsorban is szerepelt találmányaival a különféle műsorszóró csatornákon.
Az újításokra jellemző módon találmányait, műszaki megoldásait a szakma képviselőinek egy része kételkedéssel fogadja.
Az elmúlt években a Laposföld teória híve lett, amelyet folyamatosan hangoztat a közösségi oldalán - ezzel is hiteltelenítve hírnevét.